# On Tour (Finally)
On Tour (Finally) fue la primera gira musical de la cantante estadounidense Ava Max, en apoyo de sus álbumes de estudio Heaven & Hell (2020) y Diamonds & Dancefloors (2023). Contó con 26 espectáculos en Europa (incluyendo 11 festivales), 19 espectáculos en América del Norte y un espectáculo en Asia iniciando oficialmente el 14 de abril de 2023 en Mánchester, Reino Unido y concluyendo el 9 de septiembre de 2023 en Berlín, Alemania.

## Antecedentes
Después del lanzamiento de su álbum de estudio debut Heaven & Hell en septiembre de 2020, Max reveló que se había planeado una gira en apoyo del álbum para septiembre a octubre del mismo año en los Estados Unidos; sin embargo, se canceló debido a la pandemia de COVID-19. En enero de 2023, Max lanzó su segundo álbum de estudio Diamonds & Dancefloors. El 22 de febrero de 2023, Max anunció su primera gira musical en apoyo de ambos álbumes, con 24 espectáculos en el Reino Unido y Europa de abril a mayo de 2023.  El 3 de marzo de 2023, las entradas salieron a la venta y se agregó una fecha más para Londres. El 3 de abril de 2023, Max anunció las fechas de Estados Unidos. El 6 de abril de 2023, la cantante y compositora estadounidense Emlyn anunció que sería la telonera durante las fechas europeas de la gira. El 4 de mayo de 2023, la banda estadounidense The Scarlet Opera anunció que sería el acto telonero durante las fecha estadounidenses de la gira.

## Sinopsis
El espectáculo empieza con un mensaje de bienvenida dicho por Max y dedicado a sus fanes. La cantante entra al escenario y empieza a interpretar una versión corta de «Diamonds & Dancefloors». «My Head & My Heart» empieza y las bailarinas de respaldo entran al escenario. Después de interpretar «Who's Laughing Now», Max agradece a la audience por asistir al espectáculo y empieza a interpretar «Hold Up (Wait a Minute)». Después del segundo drop de la canción, la cantante interactúa con la audiencia y realiza una coreografía junto con sus bailarinas durante el outro de la canción. Max y sus bailarinas abandonan el escenario y regresan con tubos en las manos, los cuales utilizan mientras la cantante interpreta «Kings & Queens». Cuando termina la canción, las luces se apagan y se reproduce una grabación de haters criticando a Max, seguido por un monólogo presentado por la cantante sobre el amor propio. Max interpreta «Weapons», seguido por «Maybe You're the Problem». Una vez que termina el primer coro de la canción, la música se detiene por un momento para buscar a alguien de la audiencia para que suba al escenario e interprete al «problema». Durante el puente de la canción, las bailarinas se llevan al «problema» fuera del escenario y Max se despide de él. Posteriormente, la cantante interpreta «Ghost», donde una de las bailarinas la sigue y baila alrededor de ella.

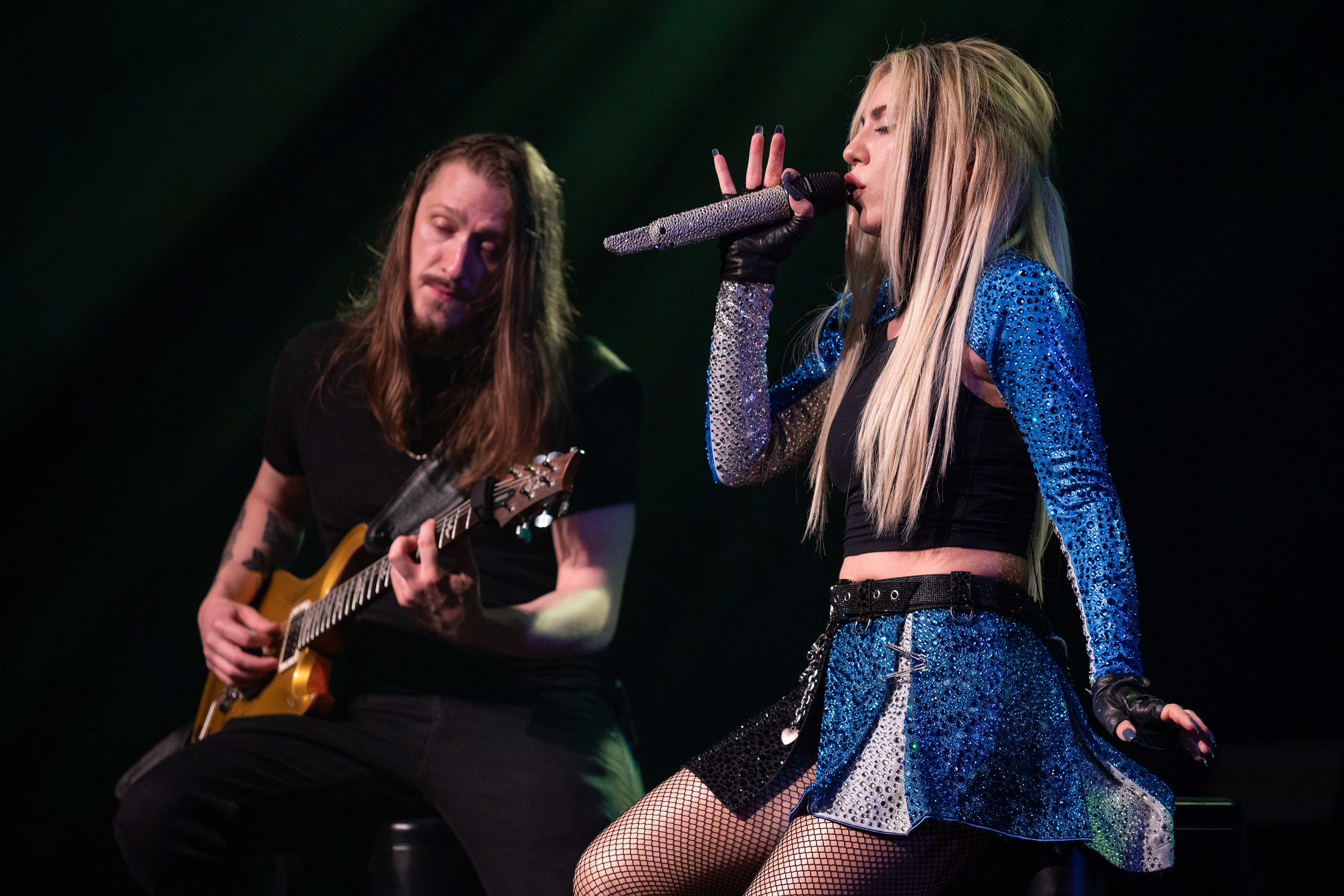
Max interpretando «One of Us» en el concierto del 20 de junio de 2023 en Los Ángeles

Las luces se apagan por un momento y se vuelven a encender con Max sentada en un sillón, el cual ella utiliza mientras interpreta «Cold as Ice». Después, Max interpreta una versión corta de «Belladonna». Luego del primer coro de «Not Your Barbie Girl», una transición que consiste en una versión remezclada del drop de la canción lleva a «Salt». La canción se va alentando después del primer coro hasta que se detiene por completo. En ese momento, Max introduce al guitarrista de la banda, quien empieza a tocar una guitarra acústica mientras Max canta «One of Us». Cuando la canción termina, otro monólogo presentado por la cantante se reproduce y la cantante empieza a interpretar «Alone, Pt. II». Después de interpretar «Last Night on Earth», Max se recuesta en el suelo e interpreta «Dancing's Done». Una vez que llega al segundo coro, se levanta y realiza un baile en solitario durante el segundo drop de la canción. Luego, Max interpreta «Sleepwalker», donde el guitarrista toca el solo de guitarra de la canción mientras Max canta y baila junto a él. Cuando termina la canción, la cantante se retoca el maquillaje con la ayuda de sus bailarina y empieza a interpretar «Million Dollar Baby». Durante el encore del espectáculo, Max interpreta «Sweet but Psycho» y «The Motto». Una vez que termina «The Motto», Max agradece a la audiencia, al igual que a sus bailarinas de respaldo y a su banda, y se despide. El espectáculo dura aproximadamente una hora.

## Incidente en Los Ángeles
El 20 de junio de 2023, al final del espectáculo en Los Ángeles, un hombre subió al escenario y abofeteo a Max antes de ser arrastrado por seguridad. De acuerdo con un tuit publicado por Max, el hombre «me abofeteó tan fuerte que me rasguñó el interior del ojo». Max continuó con el espectáculo después de lo sucedido. El incidente ocurrió dos días después de que Bebe Rexha fue agredida en un concierto en Nueva York por un hombre que le arrojó un teléfono celular a la cabeza desde la audiencia.

## Repertorio
La siguiente lista de canciones corresponde a aquella interpretada durante el concierto del 14 de abril de 2023 en Mánchester, Reino Unido. No representa todos los conciertos a lo largo de la gira.
1. «Diamonds & Dancefloors»
2. «My Head & My Heart»
3. «Who's Laughing Now»
4. «Hold Up (Wait a Minute)»
5. «Kings & Queens»
6. «Weapons»
7. «Maybe You're the Problem»
8. «Ghost»
9. «Cold as Ice»
10. «Belladonna» / «Not Your Barbie Girl» / «Salt»
11. «One of Us»
12. «Alone, Pt. II»
13. «Last Night on Earth»
14. «Dancing's Done»
15. «Sleepwalker»
16. «Million Dollar Baby»

Encore
1. «Sweet but Psycho»
2. «The Motto»

| Notas |
| --- |
| - Durante el espectáculo de Glasgow el 15 de abril de 2023, Max no interpretó «One of Us» y «Last Night on Earth». - Durante el espectáculo de Oslo el 10 de mayo de 2023, Max interpretó «Sweet but Psycho» con Tix. - Durante el espectáculo de Milán el 15 de mayo de 2023, Max no interpretó «Alone, Pt. II». - Durante el espectáculo de Lisboa el 18 de mayo de 2023, Max no interpretó «Alone, Pt. II». - Durante los espectáculos de Estados Unidos, Max no interpretó «Alone, Pt. II» y «Last Night on Earth». - Durante los festivales de Europa, Max no interpretó «Alone, Pt. II» y «One of Us». - Durante el espectáculo de Riad el 11 de agosto de 2023, Max no interpretó «Cold as Ice», «One of Us» y «Last Night on Earth». - Durante el espectáculo de Madrid el 1 de septiembre de 2023, Max no interpretó «Weapons», «Ghost», «Cold as Ice», «One of Us», «Alone, Pt. II» y «Last Night on Earth». |

## Fechas
| Fecha                        | Ciudad           | País             | Recinto                      | Telonero(s)                        | Asistencia       | Recaudación (en USD) |
| Europa — Etapa I             | Europa — Etapa I | Europa — Etapa I | Europa — Etapa I             | Europa — Etapa I                   | Europa — Etapa I | Europa — Etapa I     |
| ---------------------------- | ---------------- | ---------------- | ---------------------------- | ---------------------------------- | ---------------- | -------------------- |
| 14 de abril de 2023          | Mánchester       | Reino Unido      | O2 Ritz                      | Emlyn                              | —                | —                    |
| 15 de abril de 2023          | Glasgow          | Reino Unido      | SGW3 TV Studios              | Emlyn                              | —                | —                    |
| 17 de abril de 2023          | Birmingham       | Reino Unido      | O2 Institute                 | Emlyn                              | —                | —                    |
| 19 de abril de 2023          | Londres          | Reino Unido      | O2 Shepherd's Bush Empire    | Emlyn                              | —                | —                    |
| 20 de abril de 2023          | Londres          | Reino Unido      | O2 Shepherd's Bush Empire    | Emlyn                              | —                | —                    |
| 24 de abril de 2023          | Bruselas         | Bélgica          | Ancienne Belgique            | Emlyn                              | —                | —                    |
| 25 de abril de 2023          | París            | Francia          | L'Olympia                    | Emlyn                              | —                | —                    |
| 28 de abril de 2023          | Ámsterdam        | Países Bajos     | Paradiso                     | Emlyn                              | —                | —                    |
| 8 de mayo de 2023            | Estocolmo        | Suecia           | Berns                        | Emlyn                              | —                | —                    |
| 10 de mayo de 2023           | Oslo             | Noruega          | Sentrum Scene                | Emlyn                              | —                | —                    |
| 13 de mayo de 2023           | Zúrich           | Suiza            | Komplex 457                  | Emlyn                              | —                | —                    |
| 15 de mayo de 2023           | Milán            | Italia           | Fabrique                     | Emlyn                              | —                | —                    |
| 18 de mayo de 2023           | Lisboa           | Portugal         | Coliseu de Lisboa            | Emlyn                              | —                | —                    |
| 21 de mayo de 2023           | Hamburgo         | Alemania         | Stadtpark Open Air           | Emlyn                              | —                | —                    |
| 22 de mayo de 2023           | Colonia          | Alemania         | Palladium                    | Emlyn                              | —                | —                    |
| América del Norte — Etapa II |                  |                  |                              |                                    |                  |                      |
| 31 de mayo de 2023           | Detroit          | Estados Unidos   | Saint Andrew's Hall          | The Scarlet Opera y Band of Silver | 972 / 972        | $28,674              |
| 1 de junio de 2023           | Chicago          | Estados Unidos   | House of Blues Chicago       | The Scarlet Opera y Band of Silver | 1,250 / 1,250    | $36,875              |
| 3 de junio de 2023           | Pittsburgh       | Estados Unidos   | Stage AE                     | —                                  | —                | —                    |
| 4 de junio de 2023           | Filadelfia       | Estados Unidos   | Theatre of Living Arts       | The Scarlet Opera y Band of Silver | 1,000 / 1,000    | $29,500              |
| 6 de junio de 2023           | Boston           | Estados Unidos   | Paradise Rock Club           | The Scarlet Opera y Band of Silver | 933 / 933        | $27,523              |
| 8 de junio de 2023           | Nueva York       | Estados Unidos   | Irving Plaza                 | The Scarlet Opera y Band of Silver | 1,075 / 1,075    | $33,302              |
| 9 de junio de 2023           | Silver Spring    | Estados Unidos   | The Fillmore Silver Spring   | Band of Silver                     | 2,000 / 2,000    | $59,000              |
| 11 de junio de 2023          | Atlanta          | Estados Unidos   | Buckhead Theatre             | The Scarlet Opera y Band of Silver | 1,352 / 1,352    | $42,344              |
| 12 de junio de 2023          | Nashville        | Estados Unidos   | Brooklyn Bowl                | The Scarlet Opera y Band of Silver | 1,150 / 1,150    | $33,925              |
| 15 de junio de 2023          | Houston          | Estados Unidos   | House of Blues Houston       | The Scarlet Opera y Band of Silver | 1,725 / 1,725    | $50,025              |
| 16 de junio de 2023          | Dallas           | Estados Unidos   | The Echo Lounge & Music Hall | The Scarlet Opera y Band of Silver | 992 / 992        | $29,724              |
| 19 de junio de 2023          | San Diego        | Estados Unidos   | House of Blues San Diego     | The Scarlet Opera y Band of Silver | 1,100 / 1,100    | $33,330              |
| 20 de junio de 2023          | Los Ángeles      | Estados Unidos   | The Fonda Theatre            | The Scarlet Opera y Band of Silver | —                | —                    |
| 22 de junio de 2023          | San Francisco    | Estados Unidos   | The Fillmore                 | The Scarlet Opera y Band of Silver | 1,199 / 1,199    | $35,370              |
| 24 de junio de 2023          | Seattle          | Estados Unidos   | Neptune Theatre              | The Scarlet Opera y Band of Silver | 972 / 972        | $28,674              |
| 25 de junio de 2023          | Portland         | Estados Unidos   | Crystal Ballroom             | The Scarlet Opera y Band of Silver | —                | —                    |
| 28 de junio de 2023          | Denver           | Estados Unidos   | Summit Music Hall            | The Scarlet Opera y Band of Silver | 1,350 / 1,350    | $39,825              |
| 30 de junio de 2023          | Mineápolis       | Estados Unidos   | Varsity Theatre              | The Scarlet Opera y Band of Silver | 897 / 897        | $27,181              |
| 1 de julio de 2023           | Milwaukee        | Estados Unidos   | BMO Harris Pavilion          | —                                  | —                | —                    |
| Eurasia — Etapa III          |                  |                  |                              |                                    |                  |                      |
| 8 de julio de 2023           | Madrid           | España           | Nuevo Espacio de Festivales  | —                                  | —                | —                    |
| 12 de julio de 2023          | Montreux         | Suiza            | Montreux Jazz Lab            | —                                  | —                | —                    |
| 16 de julio de 2023          | Joensuu          | Finlandia        | Laulurinne                   | —                                  | —                | —                    |
| 23 de julio de 2023          | París            | Francia          | Hipódromo de Longchamp       | —                                  | —                | —                    |
| 28 de julio de 2023          | Bodø             | Noruega          | Rådhusparken                 | —                                  | —                | —                    |
| 29 de julio de 2023          | Östersund        | Suecia           | Storsjöyran Evenemang AB     | —                                  | —                | —                    |
| 3 de agosto de 2023          | Cluj-Napoca      | Rumania          | Cluj Arena                   | —                                  | —                | —                    |
| 5 de agosto de 2023          | Skanderborg      | Dinamarca        | Bøgescenerne                 | —                                  | —                | —                    |
| 11 de agosto de 2023         | Riad             | Arabia Saudita   | Mohammed Abdu Arena          | —                                  | —                | —                    |
| 1 de septiembre de 2023      | Madrid           | España           | Nuevo Espacio de Festivales  | —                                  | —                | —                    |
| 3 de septiembre de 2023      | Múnich           | Alemania         | Olympiapark                  | —                                  | —                | —                    |
| 9 de septiembre de 2023      | Berlín           | Alemania         | Estadio Olímpico de Berlín   | —                                  | —                | —                    |

## Personal
Créditos adaptados de Instagram.
| Espectáculo - Ava Max – voz - Mike Sleath – batería - Sean Rosati – guitarra - Aliyah Chapman – bailarina - Elyssa Cueto – bailarina - Maggie Wade – bailarina - Morgan Desir – bailarina Equipo - Nick DeMoura – director creativo - Ghetto Josh – director de escena - Jay Mighall – director de gira | - Brandon Jeffrey – director de iluminación - Eric Johnson – director de producción - Dan Kanter – director musical - Gerard Albo – mezclador de FOH - Taylor Meyer – monitores - Danielle Thwaites – playback - Tiffany Simone – coreógrafa - Michael Ngo – diseñador de vestuario - Jacob Aaron Dillon – cabello - Firtch Lunar – cabello - Anthony Merante – maquillaje |